# 吉凤街道
吉凤街道，是中华人民共和国湖南省湘西土家族苗族自治州吉首市下辖的一个乡镇级行政单位。

## 行政区划
吉凤街道下辖以下地区：
龙凤社区、牯牛坪社区、湾溪社区、木林坪社区、捧捧坳社区和双河社区。